# (2570) Porphyro
(2570) Porphyro (1980 PG) – planetoida z pasa głównego asteroid okrążająca Słońce w ciągu 4,61 lat w średniej odległości 2,77 j.a. Odkryta 6 sierpnia 1980 roku.